# Dhol

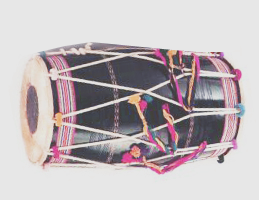
Dhol

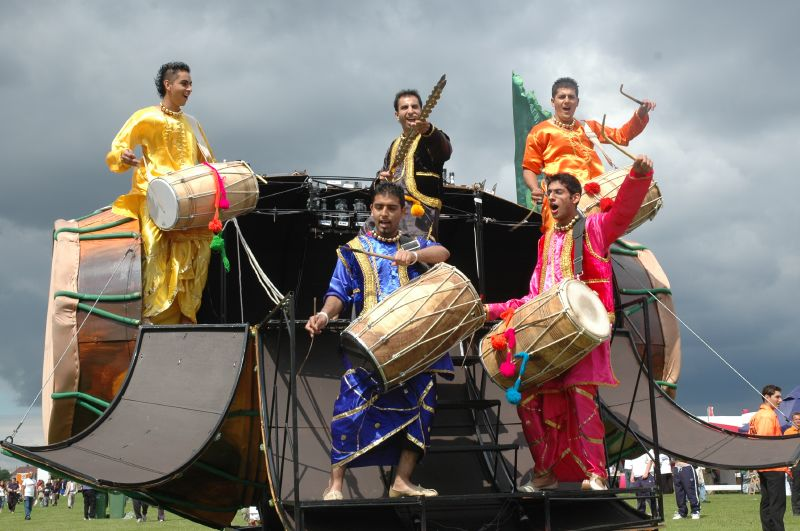
Zespół grający na dholach

Dhol (język pendżabski: ਢੋਲ; urdu: ڈھول; hindi: ढोल) – rodzaj dwustronnego bębna wywodzącego się z wschodniego Pendżabu, a popularnego na całym subkontynencie indyjskim.

## Historia
Dhol w obecnej formie powstał w XV wieku, prawdopodobnie przybył do Indii jako wersja bębna zwanego w Persji jako dohol (duhul). Jest on wzmiankowany w dziele Ain-i-Akbari, które podaje, że był on używany na dworze mogolskiego cesarza Akbara. Indoaryjski już termin „dhol” pojawia się po raz pierwszy w druku na początku XIX w. w traktacie o muzyce Sangitasara.

## Czasy współczesne
Dhol jest jednym z podstawowych instrumentów indyjskich, zwłaszcza w popularnej muzyce pendżabskiej. Używany jest podczas świąt sikhijskich. Jest ściśle związany z muzyką bhangra. Zadomowił się również w tradycjach muzycznych innych regionów Indii oraz w Bangladeszu. Stanowi także podstawę rytmiczną podczas wykonywania attanu, tradycyjnego tańca pasztuńskiego.